# Barrio Aztlán
Barrio Aztlán es una localidad de México perteneciente al municipio de Huehuetla en el estado de Hidalgo.

## Geografía
Se encuentra en la región de la Sierra de Tenango; a la localidad le corresponden las coordenadas geográficas 20° 27’ 57.245” de latitud norte y 98° 5’ 8.765” de longitud oeste, con una altitud de 494 m s. n. m. Se encuentra a una distancia aproximada de 1.06 kilómetros al noroeste de la cabecera municipal, Huehuetla.
En cuanto a fisiografía se encuentra dentro de las provincia de la Sierra Madre Oriental, dentro de la subprovincia del Carso Huasteco; su terreno es de sierra. En lo que respecta a la hidrografía se encuentra posicionado en la región Tuxpan – Nautla, dentro de la cuenca del río Tuxpan, en la subcuenca del río Pantepec. Cuenta con un clima semicálido húmedo con lluvias todo el año.

## Demografía
En 2020 registró una población de 1121 personas, lo que corresponde al 4.91 % de la población municipal. De los cuales 554 son hombres y 567 son mujeres. Tiene 284 viviendas particulares habitadas.
| Gráfica de evolución demográfica de Barrio Aztlán entre 1900 y 2020                          |
|                                                                                              |
| Población de los censos y conteos del Instituto Nacional de Estadística y Geografía (INEGI). |

## Economía
La localidad tiene un grado de marginación alto y un grado de rezago social bajo.